# Kolumna Maryjna w Broumovie
Kolumna Maryjna w Broumovie – zabytkowy obiekt wzniesiony w 1706 r. w rynku, w Broumovie.
Na szczycie kolumny umieszczona jest kamienna kopia gotyckiej figury Maryi z Dzieciątkiem z kościoła pw. św. Wojciecha z klasztoru w Broumovie. Wokół kolumny znajdują się rzeźby świętych na postumentach: Adalberta, Jadwigi, Małgorzaty, Wacława oraz w niszach: Benedykta, Guntera, Prokopa, Scholastyki.

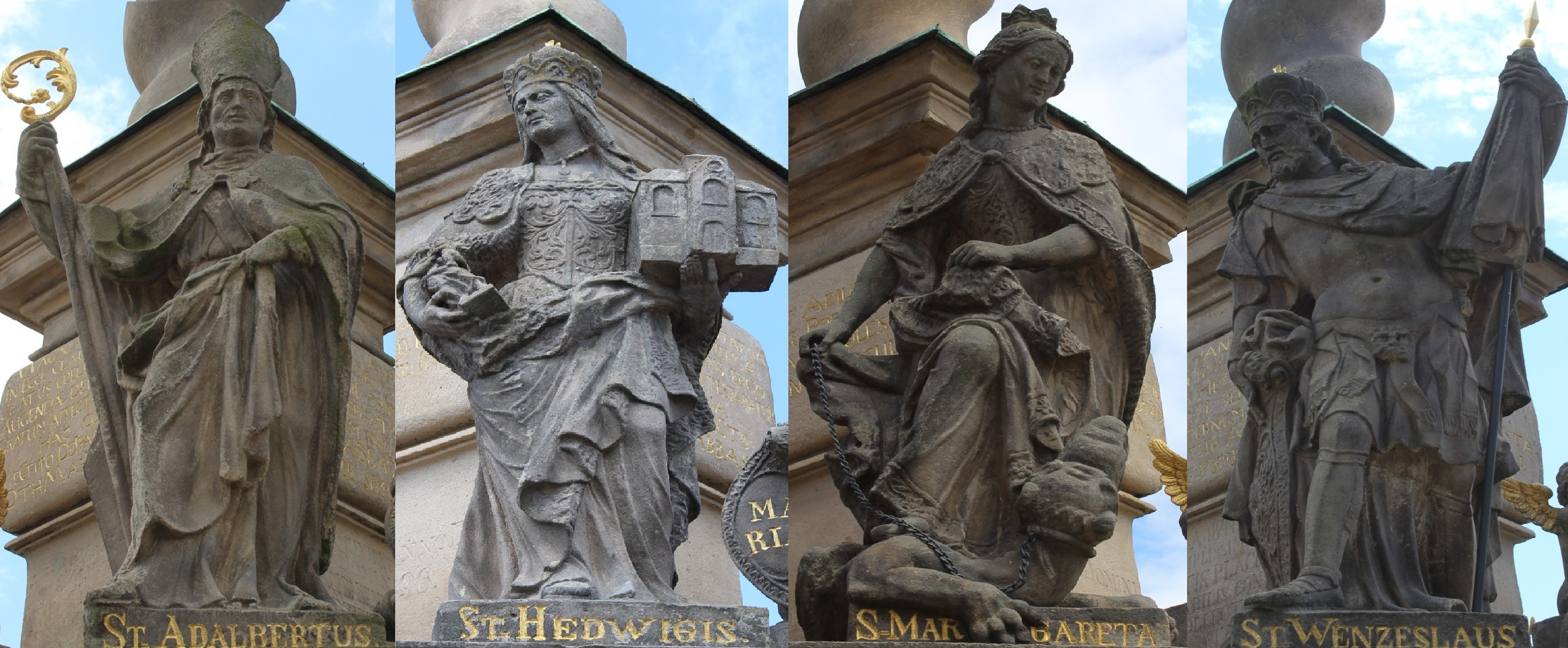
Adalbert, Jadwiga, Małgorzata, Wacław
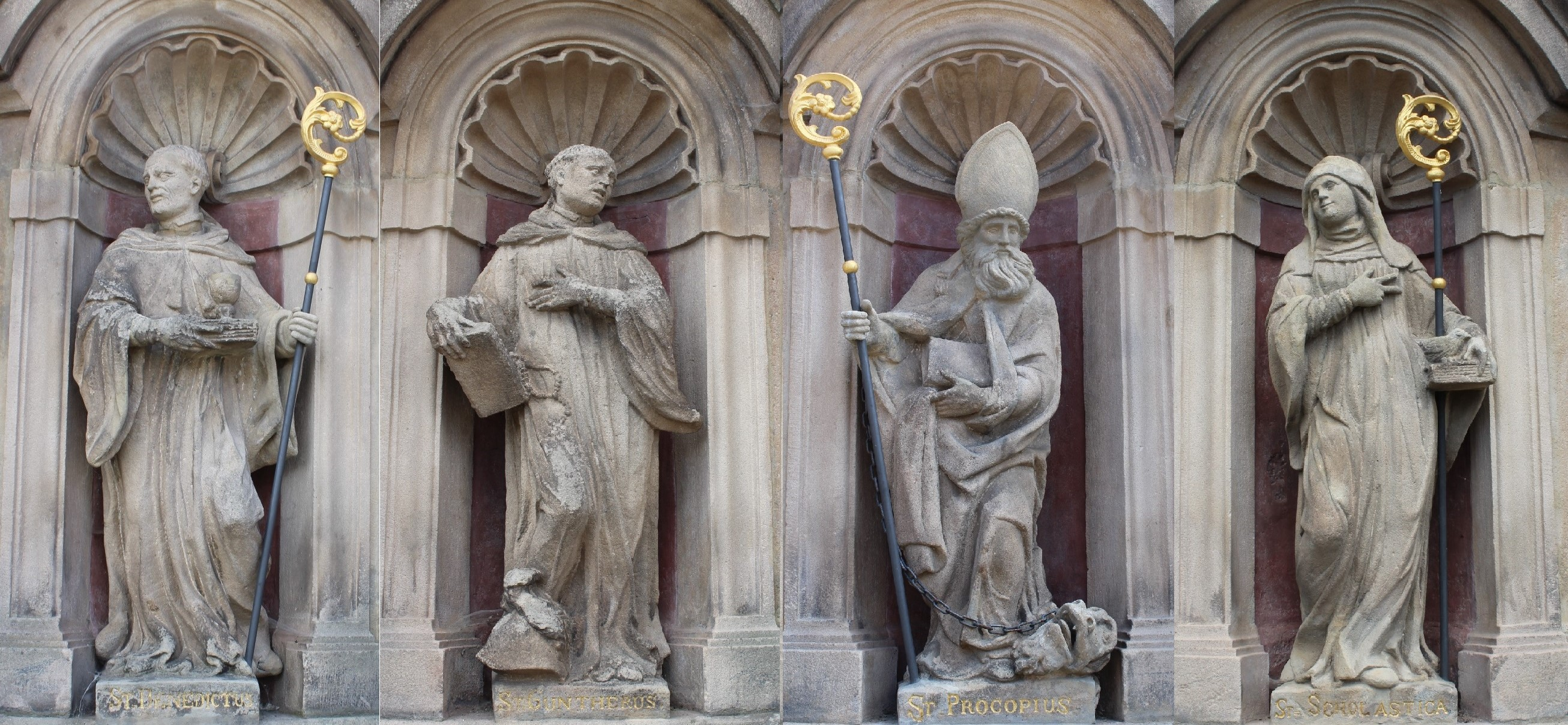
Benedykt, Gunter, Prokop, Scholastyka